# 암 백신
암 백신(cancer vaccine) 또는 온코백신(oncovaccine)은 기존 암을 치료하거나 암 발병을 예방하는 백신이다. 기존 암을 치료하는 백신은 치료용 암 백신 또는 종양 항원 백신(tumor antigen vaccines)으로 알려져 있다. 일부 백신은 환자에게서 채취한 샘플을 사용하여 준비되는 "자가 백신"이며 해당 환자에게 특이적으로 사용된다.
일부 연구자들은 암세포가 면역체계(면역감시)에 의해 일상적으로 발생하고 파괴된다고 주장한다. 그리고 면역체계가 종양을 파괴하지 못할 때 종양이 형성된다는 것이다.
자궁경부암, 간암 등 일부 유형의 암은 바이러스(온코바이러스)에 의해 발생한다. HPV 백신, B형 간염 백신 등 이러한 바이러스에 대한 전통적인 백신은 이러한 유형의 암을 예방한다. 다른 암은 어느 정도 박테리아 감염(예: 위암 및 헬리코박터 파일로리)으로 인해 발생한다. 암을 유발하는 박테리아(온코박테리아)에 대한 전통적인 백신은 이 기사에서 더 이상 논의되지 않는다.

## 같이 보기
- 면역요법
- 면역항암요법
- HPV 백신